# Taganurga
Taganurga – wieś w Estonii, w prowincji Viljandi, w gminie Viljandi.
W latach 1991–2017 (do reformy administracyjnej gmin Estonii) wieś znajdowała się w gminie Kolga-Jaani.